# Arctia vittata
Arctia vittata är en fjärilsart som beskrevs av Arnold Spuler 1906. Arctia vittata ingår i släktet Arctia och familjen björnspinnare. Inga underarter finns listade i Catalogue of Life.